# Шутіхінське
Шуті́хінське (рос. Шутихинское) — село у складі Катайського району Курганської області, Росія. Адміністративний центр Шутіхінської сільської ради.
Населення — 631 особа (2010, 699 у 2002).
Національний склад станом на 2002 рік: росіяни — 89 %.